# 小塚真里奈
小塚 真里奈（こづか まりな、1993年3月16日 - ）は、日本の歌手、タレント、アイドル。

## 人物
神奈川県出身。元TNX所属。元NICE GIRL プロジェクト!の研修生で、愛称はマリーナ（顔文字：ﾏﾘ＾ο＾ﾅ）。横浜DeNAベイスターズオフィシャルチアリーディングチーム『diana』に2011年 - 2012年-2013年の3年連続で参加していた。
- 女優の秋野ひとみは叔母にあたる。
- 家族ぐるみで横浜DeNAベイスターズの大ファン。好きな野球選手は吉村裕基選手である。

## 略歴
- TNX所属以前に、従姉妹と「プチ☆プチ」という2人組ユニットを結成していた。
- 2007年3月11日、Shibuya O-EASTにて行われた『ぁみコレ・ポッシコレ』にてGTT倶楽部として正式にお披露目。
- 2011年1月31日、ブログにてNICE GIRL プロジェクト!研修期間終了が発表され、同時に横浜ベイスターズのチアリーディングチームdianaに移籍。

## エピソード
- カレンのNICE GIRL プロジェクト!加入と同時に、所属していたGTT倶楽部は消滅。同メンバーだったマリーナ、しおりん（笹塚しおり）は、NICE GIRL プロジェクト!研修生となった。

## 出演

### 舞台・イベント
- ガールズ♀ギャラリー（2007年6月9日、東京キネマ倶楽部）
- つんく♂THEATER第五弾『青春グラフィティ〜ねえ お姉さん〜』（2008年1月2日 - 14日、石丸電気SOFT2）
- '08夏 ナイスガールプロジェクト!エモーショナルライブ〜 ミラクル セクシー ダイナマイト〜（2008年8月9日）
- 08冬 ナイスクリスマス音楽祭（2008年12月13日・14日、山野ホール）
- NICE GIRL プロジェクト!2周年感謝祭（2009年3月1日、石丸電気SOFT2） - しおりんと共にMCとして出演。